# Кекова (остров)
Кекова (тур. Kekova) — остров у южного побережья Турции, рядом с современным городом Демре.

## География
Остров Кекова (другое название Каравола, ликийский Долихисте) является небольшим турецким островом в Средиземном море близ города Каш. Площадь острова составляет 4,5 км², без постоянного населения (приблизительно с 1850 года). Административно входит в одноимённый округ площадью в 260 км². Кроме острова Кекова, он включает в себя также сёла Калекёй (в прошлом — античная Симена и Учаыз (в прошлом — античная Теймусса). Кроме руин Симены и Теймуссы, на территории округа Кекова расположены руины античных городов Аперлаи и Долихисте.

## История
Люди населяли остров Кекова с очень ранних времен. Город был основан ликийцами за тысячу лет до нашей эры.
На северной стороне острова находятся руины разрушенного землетрясением во II веке н. э. античного города Долихисте, частично ушедшие под воду. Дно опустилось на несколько метров и побережье города ушло под воду. Так появился остров Кекова. В результате стихийного бедствия городские постройки частично ушли под воду, и остров стал необитаемым. Впоследствии остров принадлежал Византии, подвергался нападениям арабов. В XIII веке завоёван турками. Когда территорию захватили османы, рядом с островом, на материке появилось несколько деревень. После Первой мировой войны и занятия Италией соседнего острова Кастелоризон, Кекова длительное время являлась спорной территорией между Италией и Турцией. В этот период здесь жили люди, которые занимались вырубкой деревьев. По Конвенции между Италией и Турцией 1932 года отошёл к Турции.
В 1990 году сам остров Кекова и большая по площади акватория вокруг него были объявлены закрытой, охраняемой зоной. Места, которые граничат с деревнями Учагыз и Калекёй, а также четыре древних города — Долихисте, Аперлаи, Симену и Теймуссу — сначала полностью закрыли для дайвинга и посещений, но позже этот запрет был частично снят.

## Галерея

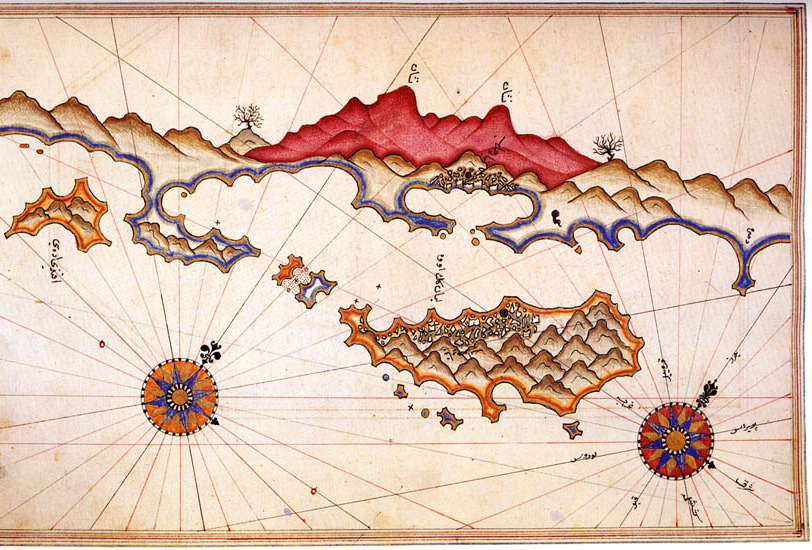
Карта Кековы работы Пири Рейса
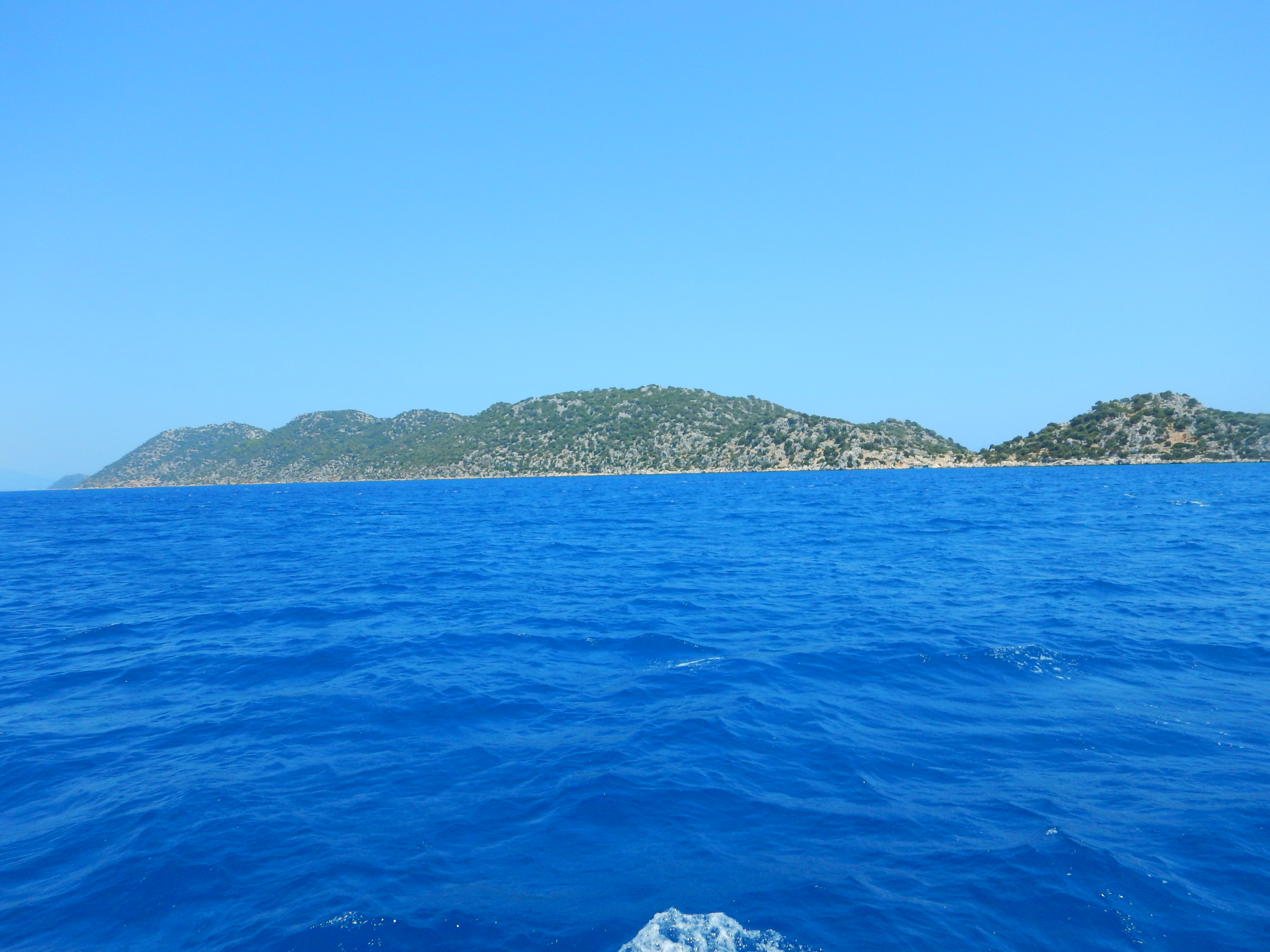
Остров Кекова. Вид с запада
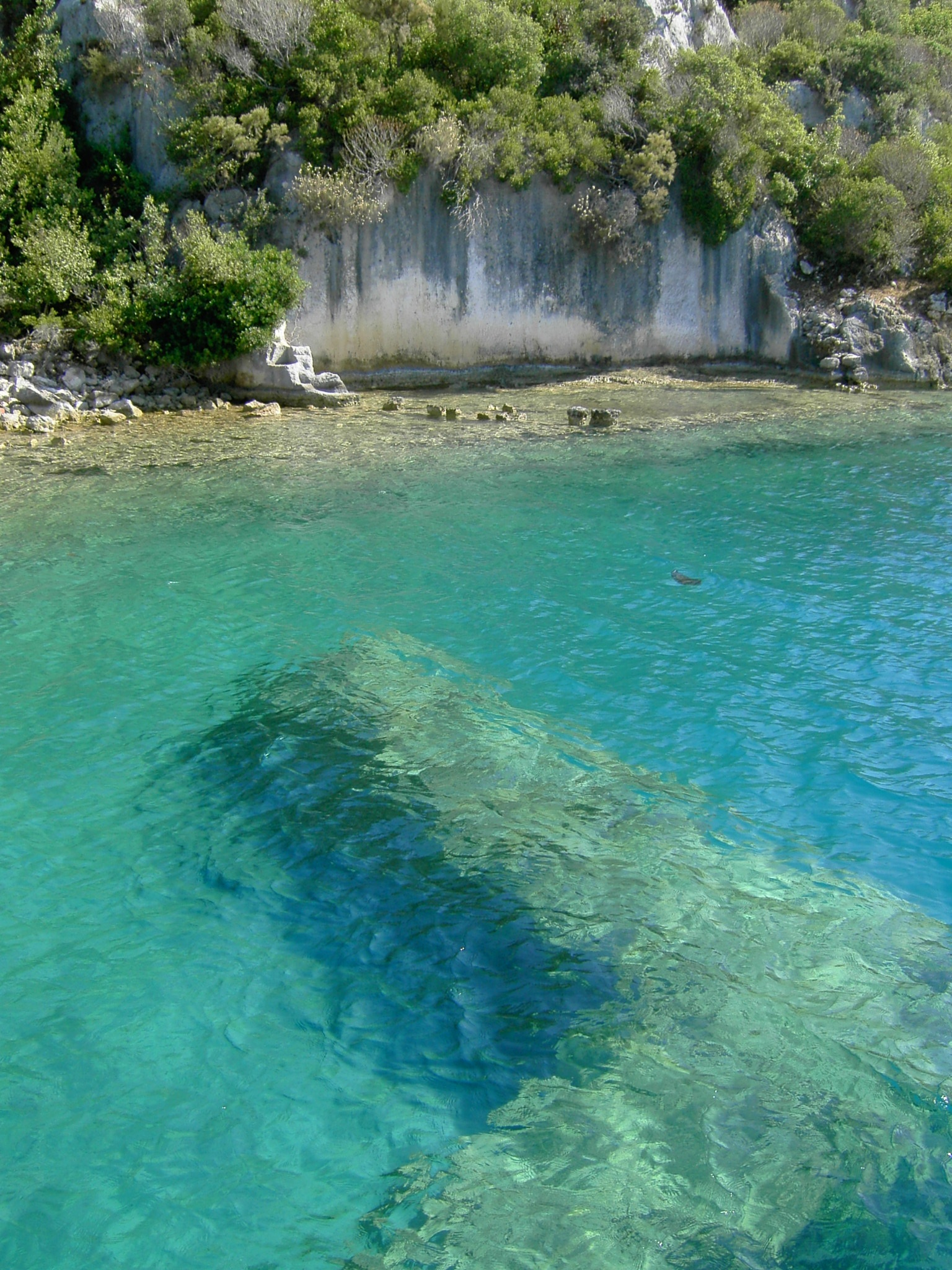
Руины под водой на берегах острова Кекова